# Vecteur position
Pour les articles homonymes, voir Position.
En géométrie, le vecteur position, ou rayon vecteur, est le vecteur qui sert à indiquer la position d'un point par rapport à un repère. L'origine du vecteur se situe à l'origine fixe du repère et son autre extrémité à la position du point. Si l'on note M cette position et O l'origine, le vecteur position se note {\displaystyle {\overrightarrow {\mathrm {OM} }}}. On le note aussi {\displaystyle {\vec {\ell }}} ou {\displaystyle {\vec {r}}}.
En physique, le vecteur déplacement d'un point matériel ou d'un objet est le vecteur reliant une ancienne position à une nouvelle, donc le vecteur position final moins le vecteur position initial. Le travail d'une force, par exemple, est égal au produit de la force par le déplacement de son point d'application. Si l'on note A et B les positions de deux points, le vecteur déplacement de A vers B se note {\displaystyle {\overrightarrow {\mathrm {AB} }}={\overrightarrow {\mathrm {OB} }}-{\overrightarrow {\mathrm {OA} }}}.

## Grandeur physique

### Déplacement et longueur
Un déplacement et une longueur sont tous les deux exprimés en mètres, mais ces deux grandeurs ne sont pas équivalentes.
Le terme de « longueur » est plutôt réservé à la mesure géométrique d'un objet, d'une distance ou d'un chemin, c'est le résultat d'une intégrale curviligne. Une telle longueur est alors un scalaire extensif (la longueur hors tout d'un train est la somme des longueurs de ses composants). Un « déplacement » est en revanche une grandeur vectorielle (caractérisée par une direction et une norme) et intensive (elle est définie en chaque point, et ne peut pas être additionnée d'un point sur l'autre).
Sur le plan de l'analyse dimensionnelle, ces deux grandeurs sont toutes les deux des longueurs, mais la grandeur d'orientation est différente : la longueur est un scalaire en L·10 tandis que le déplacement est un vecteur en L·1x.
Le long d'une courbe, le déplacement élémentaire {\displaystyle {\overrightarrow {\mathrm {d} \ell }}} est une grandeur dont l'intégrale sur l'ensemble d'un segment peut conduire :
- à la longueur de l'arc :

{\displaystyle L=\int _{\mathrm {A} }^{\mathrm {B} }\mathrm {d} \ell =\int _{\mathrm {A} }^{\mathrm {B} }\left\|{\frac {\partial \,{\overrightarrow {\mathrm {OM} }}}{\mathrm {d} u}}\right\|\mathrm {d} u}, où u est un paramétrage de la courbe ;
- au déplacement entre ses deux extrémités (dont le module est la longueur de la corde AB) :

{\displaystyle {\overrightarrow {\mathrm {AB} }}=\int _{\mathrm {A} }^{\mathrm {B} }{\overrightarrow {\mathrm {d} \ell }}}.

### Déplacement et position
Contrairement au vecteur position, le vecteur déplacement ne fait pas référence à une origine, mais à un point de départ. La différence entre position et déplacement ne tient qu'au statut du point d'origine : le vecteur déplacement est égal au vecteur position lorsque l'origine est prise par rapport au point de départ ; et inversement, le vecteur position est le déplacement qu'il faut effectuer pour aller de l'origine au point considéré.
Ces deux notions sont liées en cinématique du point : la vitesse se définit comme la dérivée du vecteur position par rapport au temps, mais la primitive de la vitesse (définie à une origine arbitraire près) ne présente pas d'intérêt, contrairement à l'intégrale de cette vitesse sur un intervalle de temps, qui donne le vecteur déplacement de ce point.

## Écriture d'un vecteur

### Coordonnées cartésiennes
En coordonnées cartésiennes (origine O et vecteurs de base {\displaystyle {\vec {e_{x}}},{\vec {e_{y}}},{\vec {e_{z}}}}) :
{\displaystyle {\overrightarrow {\mathrm {OM} }}={\begin{pmatrix}x\\y\\z\end{pmatrix}}=x\,{\vec {e_{x}}}+y\,{\vec {e_{y}}}+z\,{\vec {e_{z}}}}
où x, y et z sont les coordonnées du point M dans le repère cartésien.

### Coordonnées cylindriques
En coordonnées cylindriques (origine O et vecteurs de base {\displaystyle {\vec {e_{r}}},{\vec {e_{\theta }}},{\vec {e_{z}}}}) :
{\displaystyle {\overrightarrow {\mathrm {OM} }}={\begin{pmatrix}r\\0\\z\end{pmatrix}}=r\,{\vec {e_{r}}}+z\,{\vec {e_{z}}}}
Relation avec les coordonnées cartésiennes (orthonormées)
Les coordonnées polaires r et θ du point M sont reliées à ses coordonnées cartésiennes planes x et y par :
{\displaystyle x=r\cos(\theta )}
{\displaystyle y=r\sin(\theta )}
Les vecteurs de base {\displaystyle {\vec {e_{r}}}} et {\displaystyle {\vec {e_{\theta }}}} dépendent de θ :
{\displaystyle {\vec {e_{r}}}={\vec {e_{x}}}\cos(\theta )+{\vec {e_{y}}}\sin(\theta )}
{\displaystyle {\vec {e_{\theta }}}=-{\vec {e_{x}}}\sin(\theta )+{\vec {e_{y}}}\cos(\theta )}

### Coordonnées sphériques
En coordonnées sphériques (origine O et vecteurs de base {\displaystyle {\vec {e_{\rho }}},{\vec {e_{\theta }}},{\vec {e_{\varphi }}}}) :
{\displaystyle {\overrightarrow {\mathrm {OM} }}={\begin{pmatrix}\rho \\0\\0\end{pmatrix}}=\rho \,{\vec {e_{\rho }}}}
Relation avec les coordonnées cartésiennes (orthonormées)
Les coordonnées sphériques ρ, θ et φ du point M sont reliées à ses coordonnées cartésiennes planes x, y et z par :
{\displaystyle x=\rho \sin(\theta )\cos(\varphi )}
{\displaystyle y=\rho \sin(\theta )\sin(\varphi )}
{\displaystyle z=\rho \cos(\theta )}
Les vecteurs de base {\displaystyle {\vec {e_{\rho }}}}, {\displaystyle {\vec {e_{\theta }}}} et {\displaystyle {\vec {e_{\varphi }}}} dépendent de θ et φ :
{\displaystyle {\vec {e_{\rho }}}={\vec {e_{x}}}\sin(\theta )\cos(\varphi )+{\vec {e_{y}}}\sin(\theta )\sin(\varphi )+{\vec {e_{z}}}\cos(\theta )}
{\displaystyle {\vec {e_{\theta }}}={\vec {e_{x}}}\cos(\theta )\cos(\varphi )+{\vec {e_{y}}}\cos(\theta )\sin(\varphi )-{\vec {e_{z}}}\sin(\theta )}
{\displaystyle {\vec {e_{\varphi }}}=-{\vec {e_{x}}}\sin(\theta )\sin(\varphi )+{\vec {e_{y}}}\sin(\theta )\cos(\varphi )}

## Notions connexes
Le vecteur déplacement est défini comme la différence entre les vecteurs positions d'un point à deux instants différents.
La dérivée d'un vecteur position par rapport au temps, donne un vecteur vitesse.